# رعادة النمر
رعادة النمر (الاسم العلمي: Torpedo panthera)، نوع من الأسماك المنتمية إلى فصيلة الرعاديات. توجد في جيبوتي ومصر وإريتريا والهند وإيران وسلطنة عمان وباكستان والسعودية والصومال والسودان واليمن. موئلها الطبيعي البحار المفتوحة.